# Los Zapotes, Jalisco
Los Zapotes är en ort i Mexiko.   Den ligger i kommunen Talpa de Allende och delstaten Jalisco, i den centrala delen av landet, 600 km väster om huvudstaden Mexico City. Los Zapotes ligger 1 131 meter över havet och antalet invånare är 244.
Terrängen runt Los Zapotes är huvudsakligen kuperad, men åt sydväst är den bergig. Los Zapotes ligger nere i en dal. Runt Los Zapotes är det mycket glesbefolkat, med 7 invånare per kvadratkilometer. Närmaste större samhälle är Mascota, 9,2 km nordost om Los Zapotes. I omgivningarna runt Los Zapotes växer huvudsakligen savannskog.